# Flateyri
Flateyri is een plaats in het noordwesten van IJsland aan de Önundarfjörður in de regio Vestfirðir met bijna 200 inwoners. Het hoort samen met Ísafjörður, Suðureyri, Þingeyri en Hnífsdalur tot de gemeente Ísafjarðarbær. In 1995 werd Flateyri getroffen door een lawine waarbij 20 inwoners omkwamen. Om Flateyri te beschermen tegen lawines werd er vanaf 1995 net ten noorden van het dorp een lawinedam aangelegd.

## Galerij

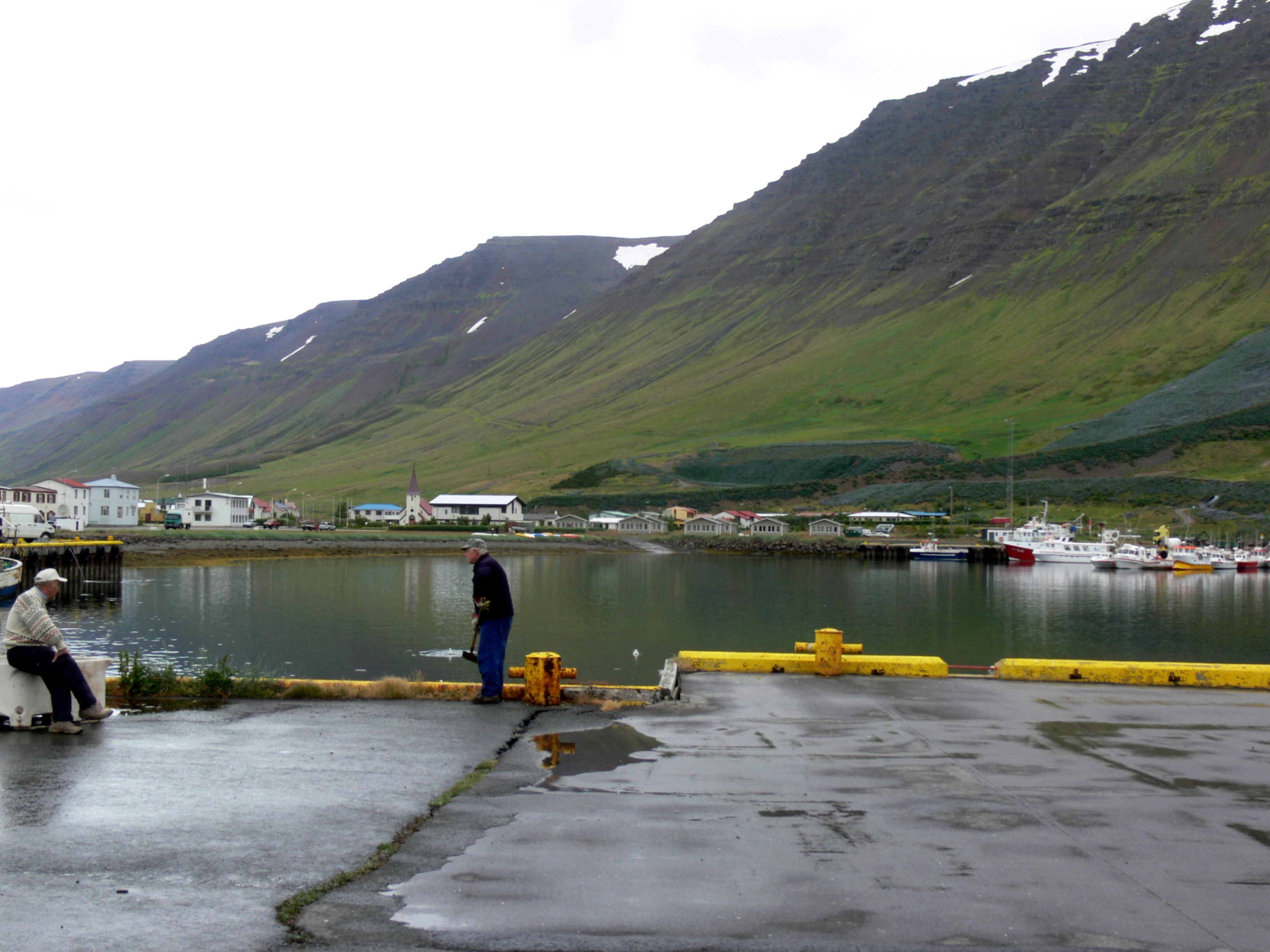
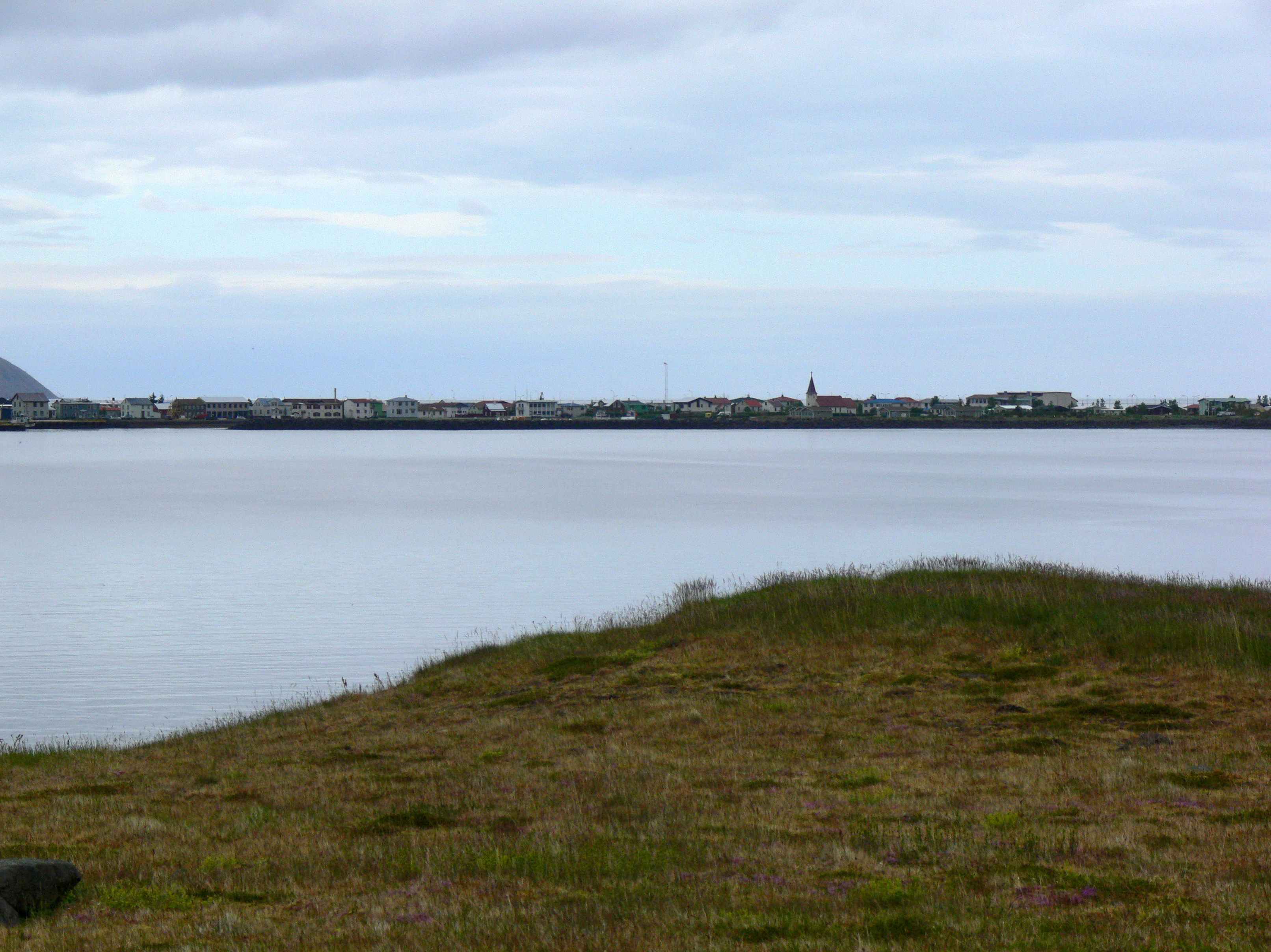
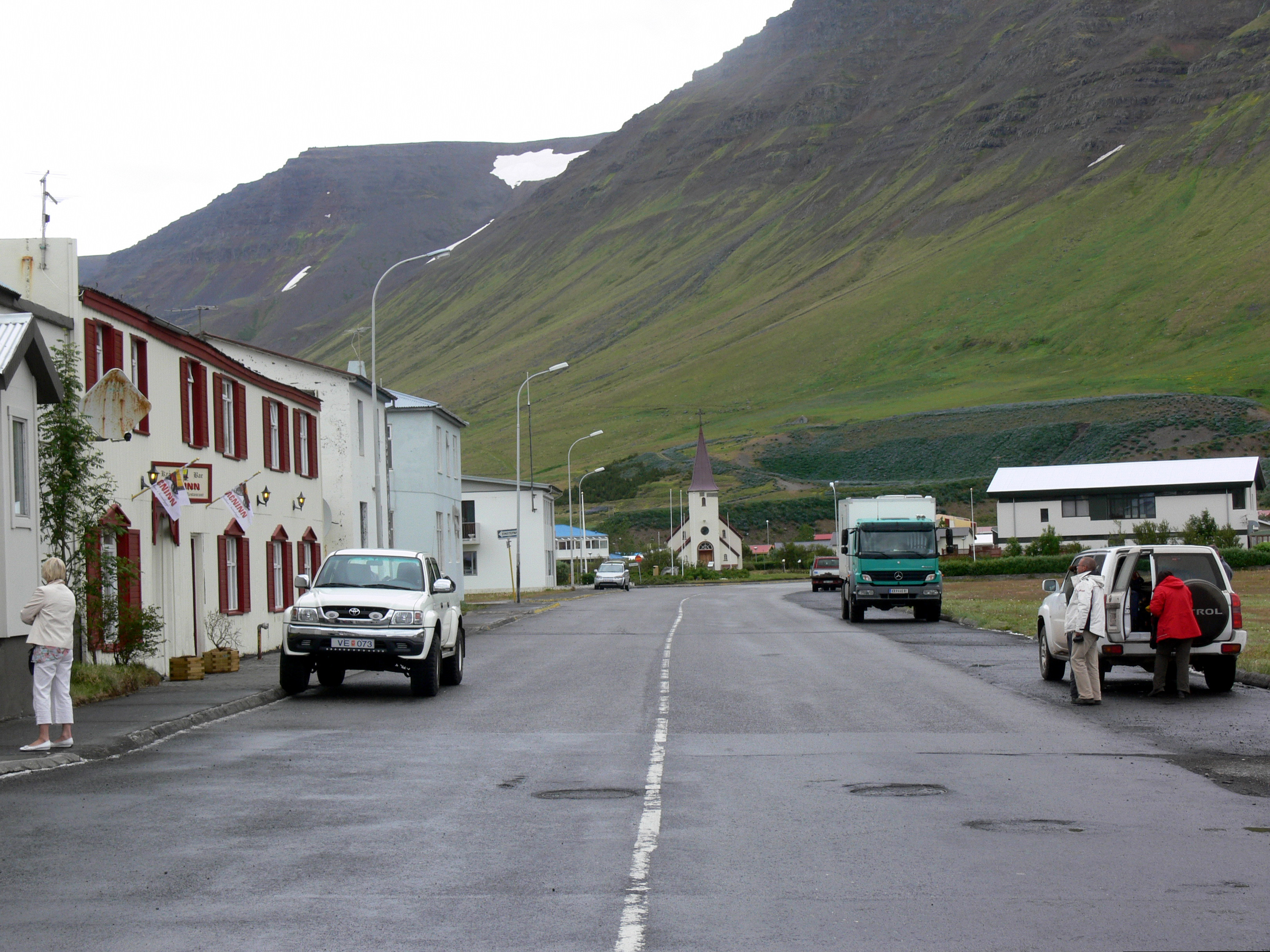
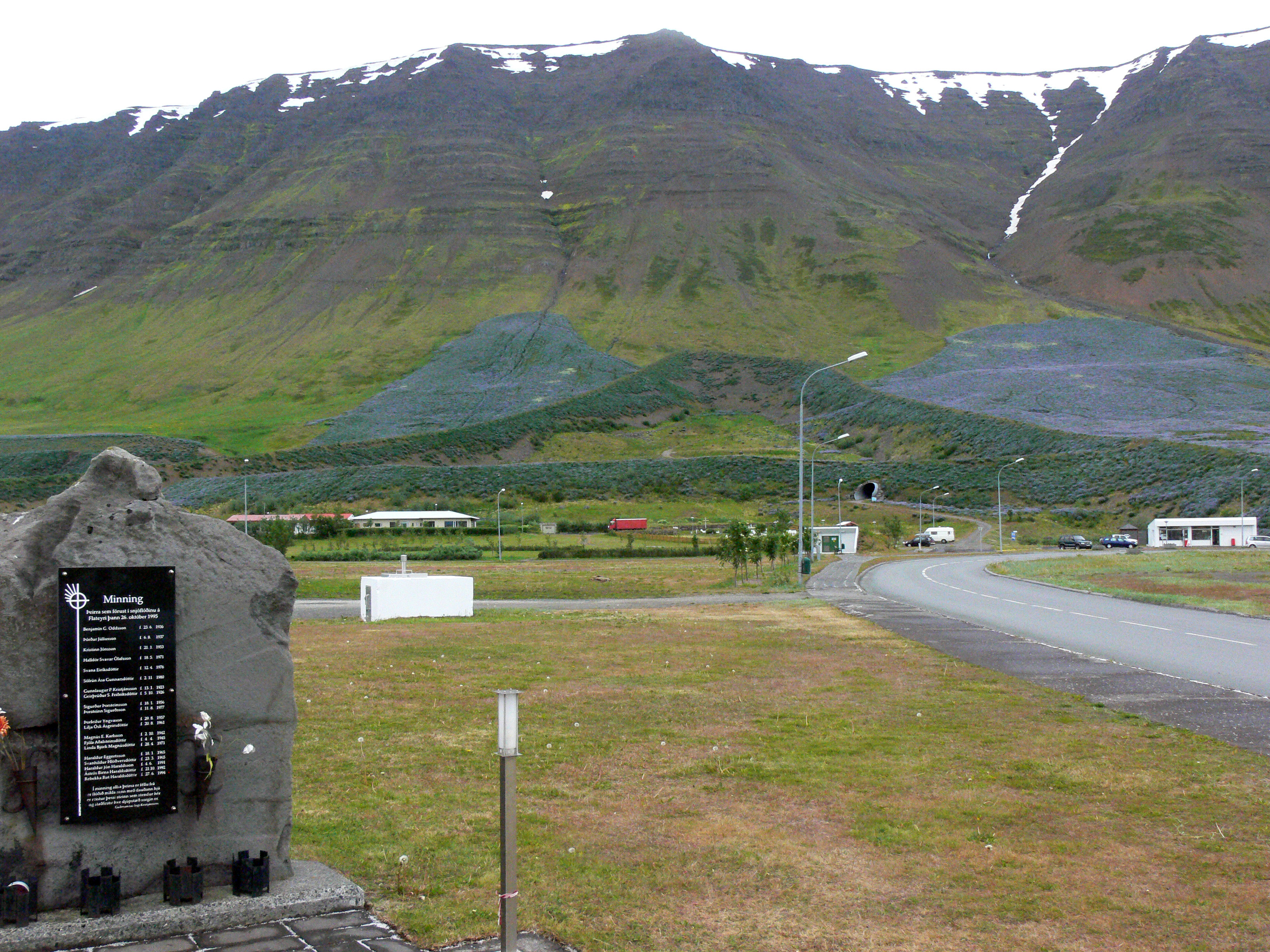
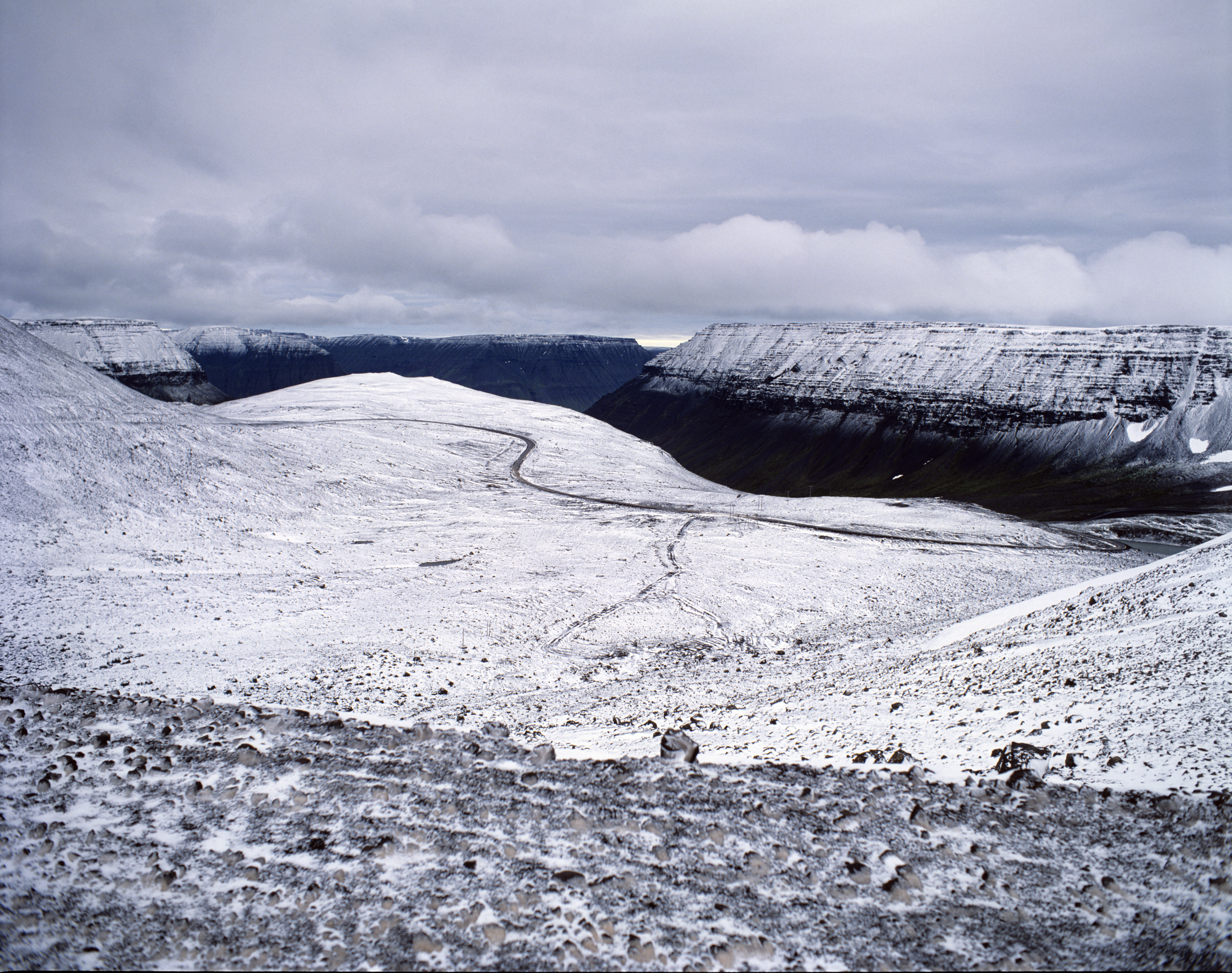
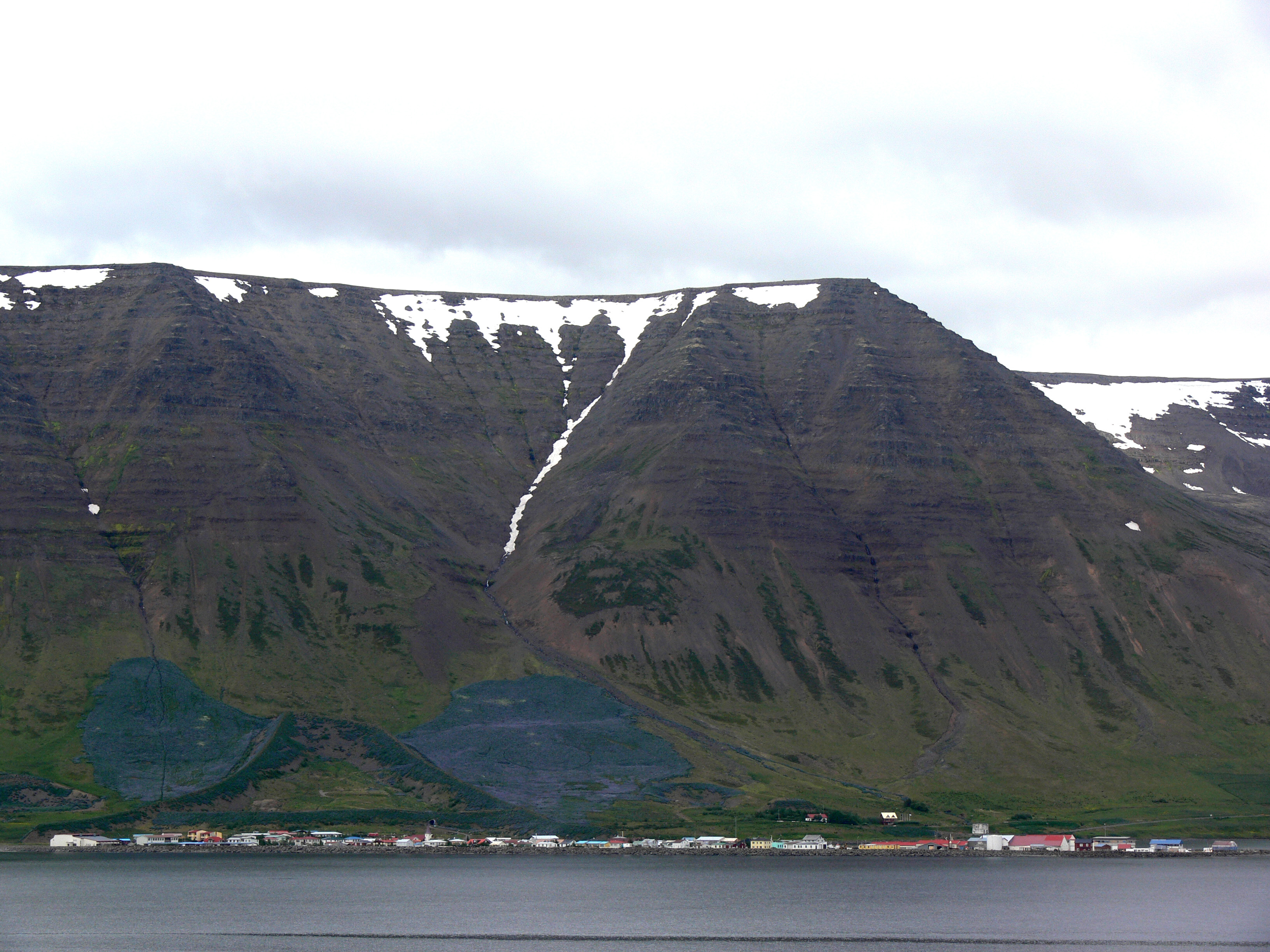